# Itamaracá

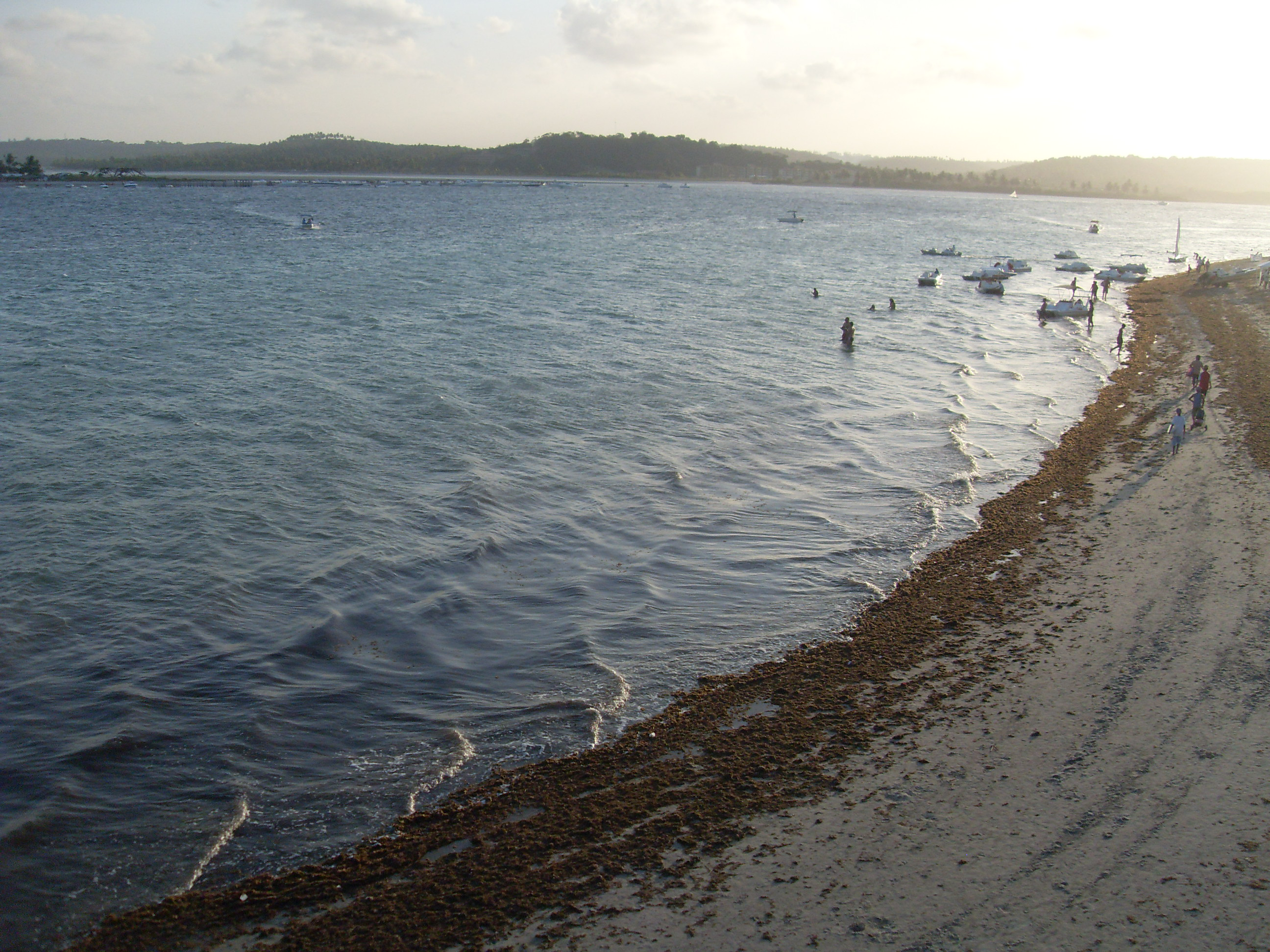
Vista desde el Fuerte Orange

Itamaracá (en portugués, Ilha de Itamaracá) es una ciudad ubicada en la Región Metropolitana de Recife, en Pernambuco, Brasil. Tiene una población estimada, en 2021, de 27 076 habitantes.
El área del municipio corresponde a la totalidad de la isla homónima, ubicada en la costa norte de Pernambuco y separada del continente por el canal de Santa Cruz.
El nombre, entre otros significados propuestos, significa "piedra que canta" o "piedra sonora" en la lengua tupi.
Las principales actividades de la población son la pesca y el turismo.
La capital del estado de Pernambuco, Recife, está situada a unos 38 km hacia el sur, mientras que Olinda, otra ciudad importante de Pernambuco, está a 30 km al sur.

## Galería

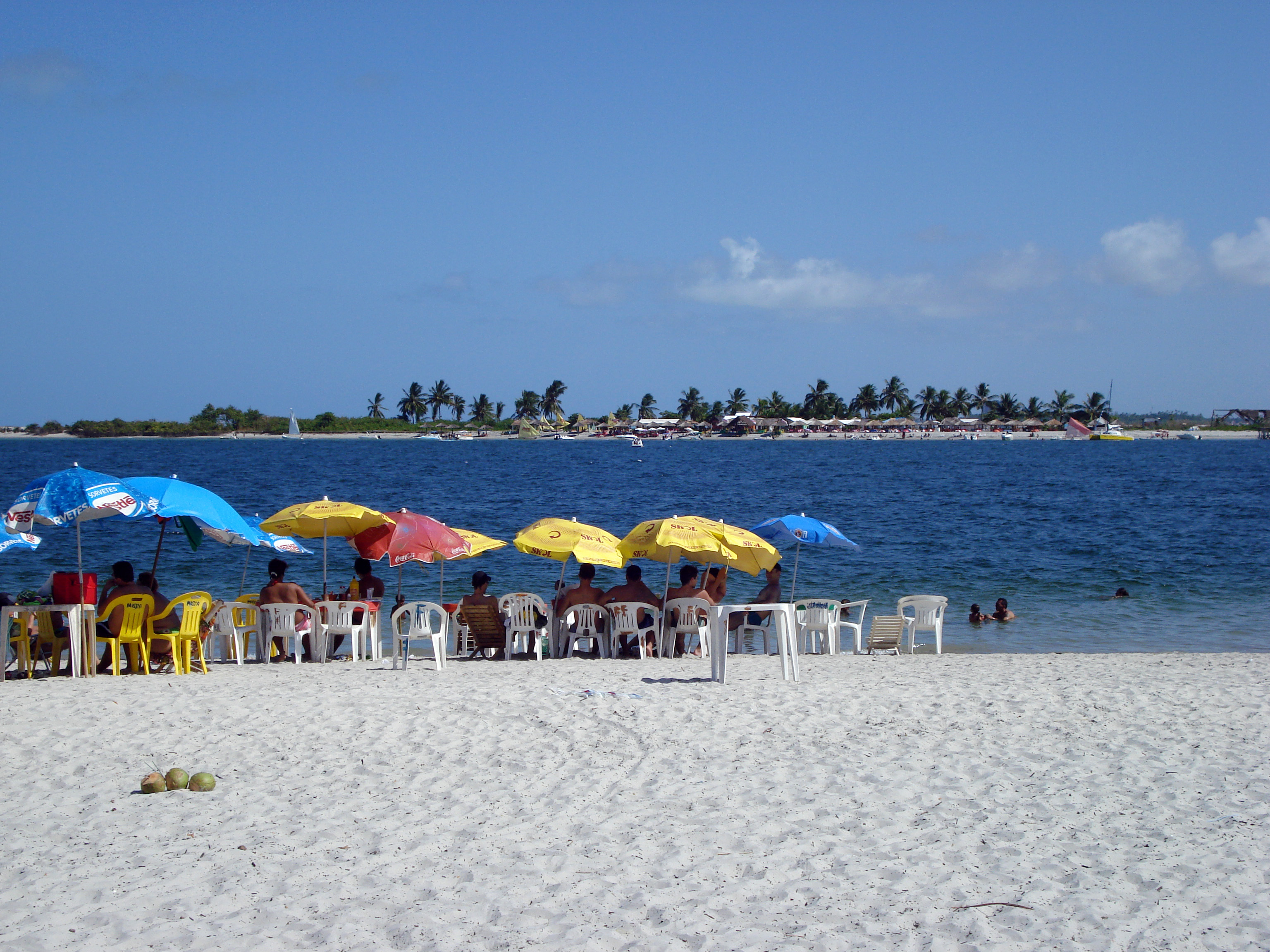
Playa en la Isla de Itamaracá
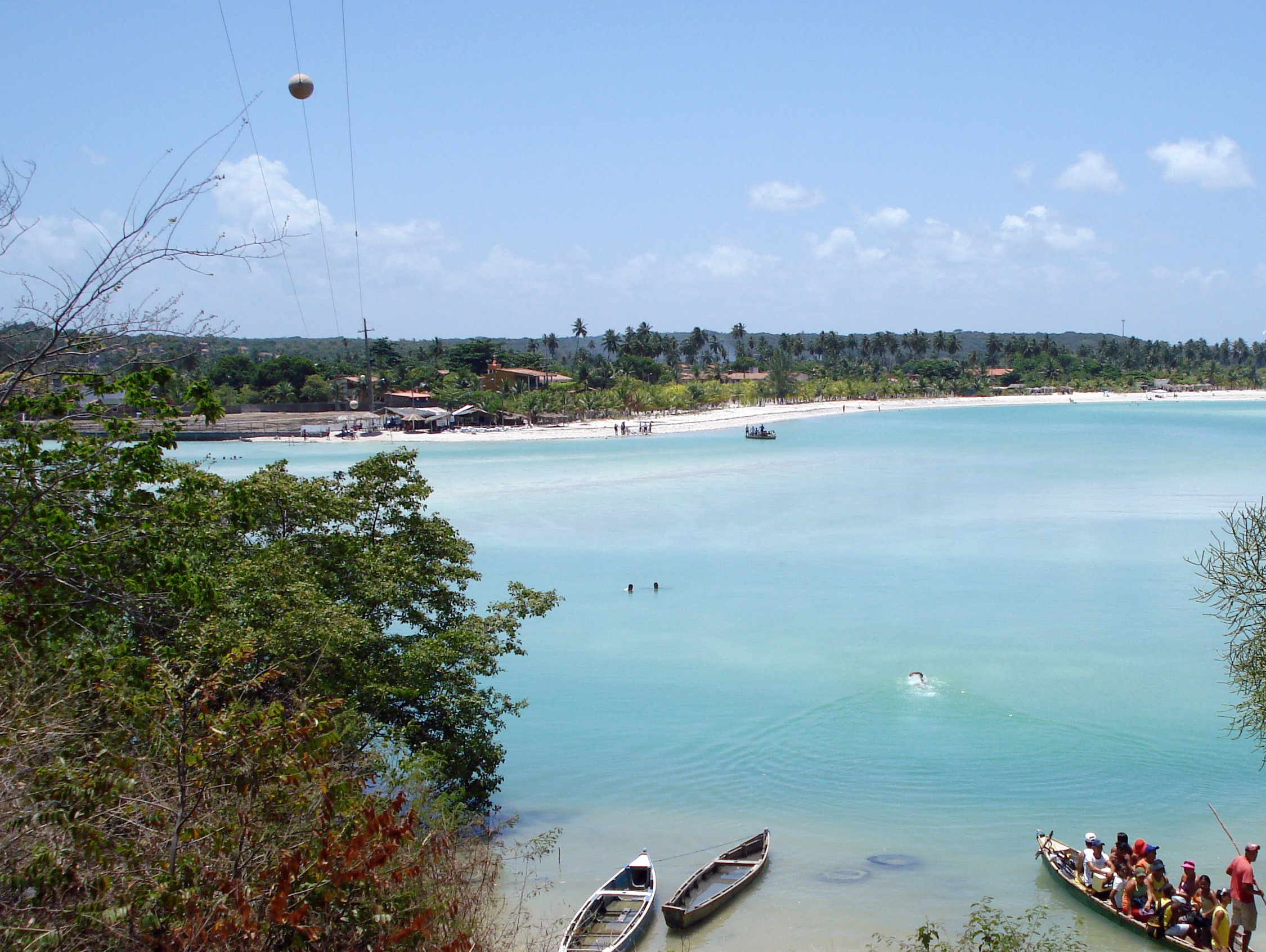
Estuario de la Isla de Itamaracá
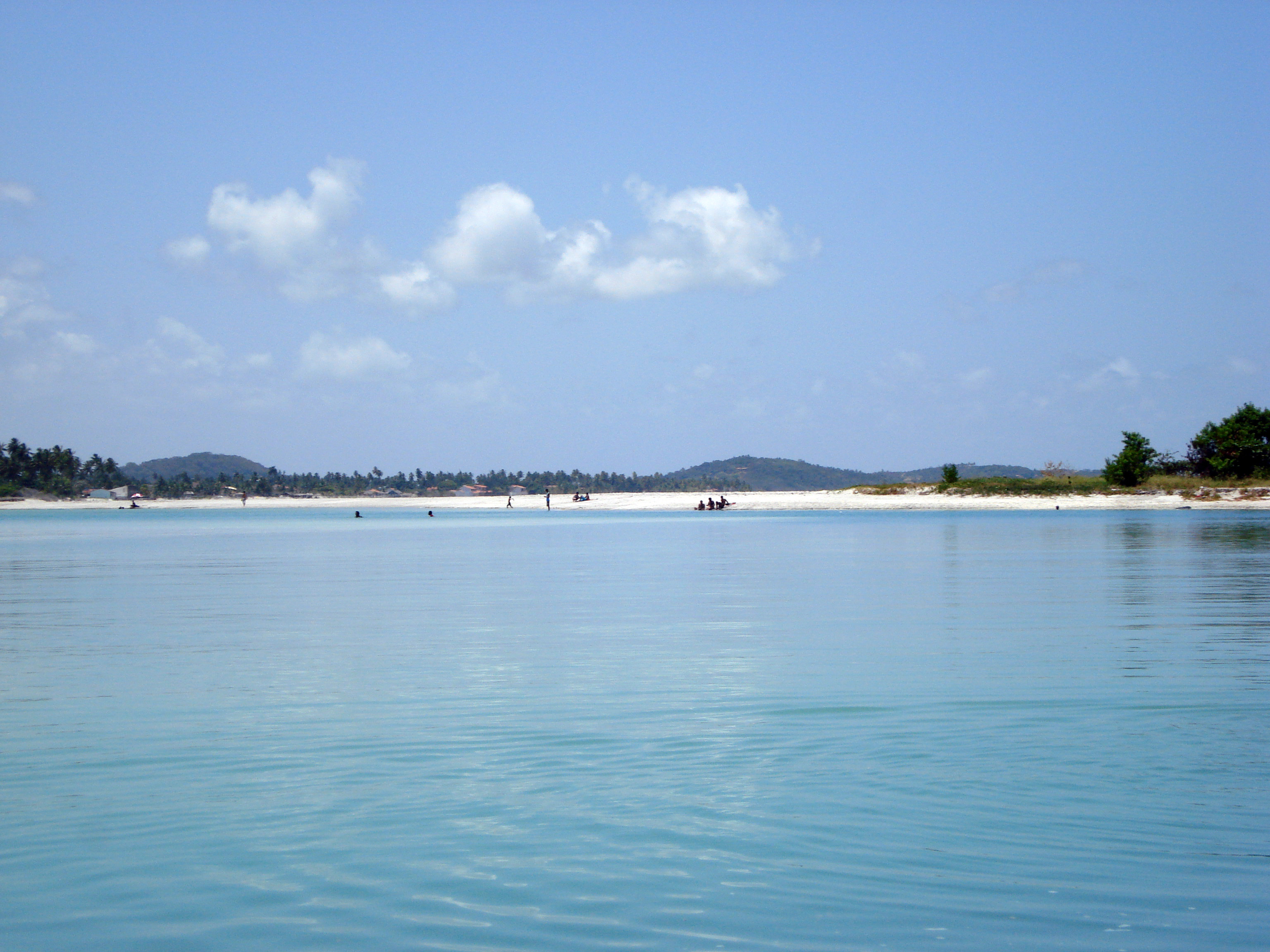
Estuario
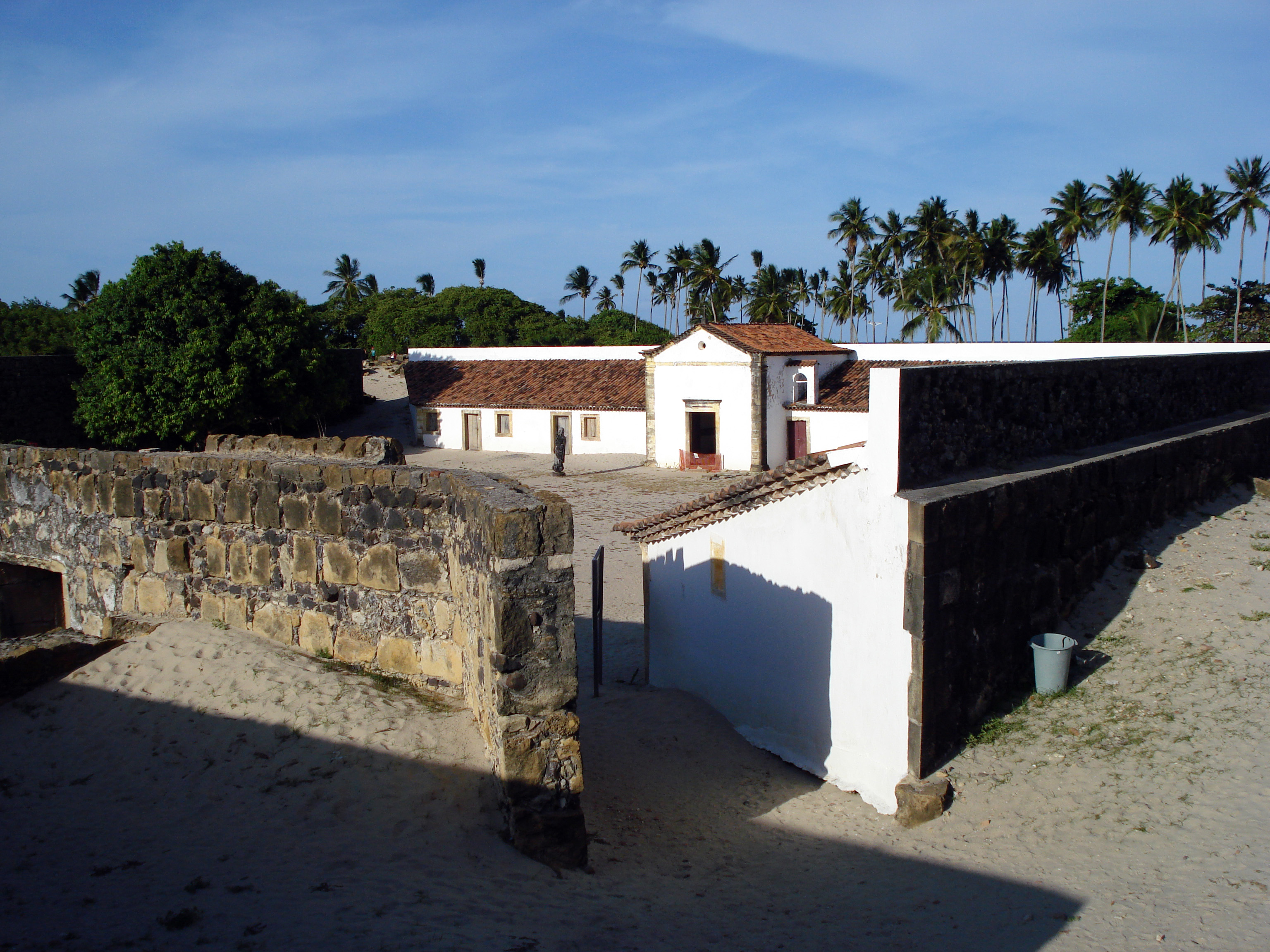
Fuerte Orange
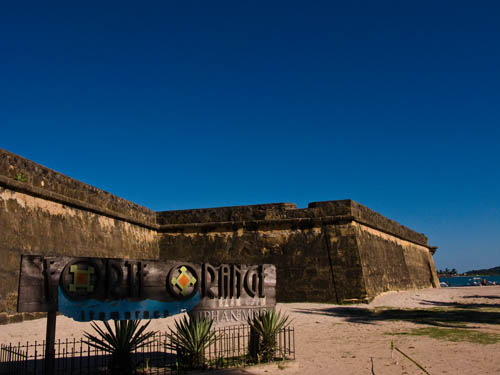
Fuerte Orange